# Rynek w Wodzisławiu Śląskim
Rynek w Wodzisławiu Śląskim – centralny plac miasta Wodzisławia, jeden z największych rynków na Śląsku.
W części południowej nawierzchnię rynku stanowi płyta, natomiast północna część placu to mały park z ławkami oraz krzewami i drzewami znajdującymi się wokół fontanny. Zachowało się wiele kamieniczek z XIX w.
W średniowieczu na rynku stały: ratusz, pręgierz oraz głęboka studnia. Wokół rynku znajduje się wiele historycznych miejskich uliczek: ulica Kubsza, Zgody, Powstańców Śląskich, Minorytów, Piłsudskiego, a także ulica Wałowa. Nad północną ścianą rynku na wzgórzu stoi zabytkowy kościół Wniebowzięcia NMP, górujący nad Starym Miastem.
W bezpośrednim sąsiedztwie rynku znajdują się również zabytkowy dawny klasztor franciszkanów, dawna synagoga, zamek wodzisławski oraz pomnik powstańców śląskich.

## Architektura

### Pierzeja Południowa
- Rynek 1 – Kamienica pochodzi z  XVIII wieku, w wyniku zniszczeń wojennych, po 1945 roku została przebudowana.
- Rynek 2 – Kamienica Z XIX wieku. Do dziś zachowała swój pierwotny charakter. Znajduje się tam sklep z kosmetykami.
- Rynek 3 – Kamienica Z XIX wieku. Do dziś zachowała swój pierwotny charakter. Obiekt wpisano do rejestru zabytków (nr rej. A/636/2020).
- Rynek 4 – Kamienica z  XIX wieku, została częściowo przekształcona.
- Rynek 5 – Kamienica z  XIX wieku, całkowicie przekształcona.
- Rynek 6 – Kamienica z  XIX wieku, została częściowo przekształcona. Obecnie mieści się tam sklep spożywczy.
- Rynek 7 – Kamienica z XIX wieku. Do dziś zachowała swój pierwotny charakter.
- Rynek 8 – Kamienica z XIX wieku. Do dziś zachowała swój pierwotny charakter. Obecnie znajduje się tam restauracja oraz klub.
- Rynek 9 – Kamienica wybudowana  po wojnie. Wcześniej mieściła się w tym  miejscu kamienica "Pod Lwem", należąca do rodziny żydowskiej Loewe. Obecnie znajduje się tam kawiarnia. W niszy na rogu kamienicy znajduje się płaskorzeźba "Nieznanego Powstańca".

### Pierzeja Zachodnia
- Rynek 10 – Kamienica wzniesiona w latach trzydziestych XIX wieku, wielokrotnie przebudowywana. Jej obecny eklektyczny wystrój architektoniczny powstał w latach dziewięćdziesiątych XIX wieku. Obecnie siedziba banku. Obiekt wpisany do rejestru zabytków (nr rej. A/633/2020)[1].
- Rynek 11-12 – Kamienice wybudowane po II wojnie światowej, na miejscu całkowicie zrujnowanych w wyniku działań wojennych. Obecnie mieści się tam sklep spożywczy.
- Rynek 13-15 – Kamienice częściowo odbudowane po II wojnie światowej. Obecnie mieści się tam restauracja oraz kawiarnia. W niszy kamienicy nr 13 znajduje się rzeźba księżnej Konstancji wodzisławskiej.

### Pierzeja Północna
- Rynek 16-18 – Kamienice wybudowane po II wojnie światowej, na miejscu całkowicie zrujnowanych w wyniku działań wojennych (cała północna część Rynku była w ruinie po wojnie). Obecnie mieści się tam restauracja.
- Rynek 19-22 – Kamienice wybudowane po II wojnie światowej, na miejscu całkowicie zrujnowanych w wyniku działań wojennych (cała północna część Rynku była w ruinie po wojnie). Obecnie w kamienicy nr 20, mieści się galeria sztuki i siedziba Towarzystwa Miłośników Ziemi Wodzisławskiej

### Pierzeja Wschodnia
- Rynek 23-24 – Kamienice wybudowane po II wojnie światowej, na miejscu całkowicie zrujnowanych w wyniku działań wojennych
- Rynek 25 – Kamienice z XIX w. Mieści się tam sklep.
- Rynek 26 – Kamienica z  XIX wieku, została częściowo przekształcona i nadbudowana. Obecnie mieści się tam sklep z ludowym rękodziełem artystycznym i malarstwem – Cepelia. Obiekt wpisano do rejestru zabytków (nr rej. A/635/2020)[1].
- Rynek 27 – Kamienica z  XVIII wieku, została częściowo przekształcona i nadbudowana. Obecnie mieści się tam kwiaciarnia oraz w piwnicach kamienicy klub.

## Imprezy i wydarzenia
- Dni Wodzisławia Śląskiego
- Zakończenie Lata
- Juvenalia (WSHE)
- Finały Wielkiej Orkiestry Świątecznej Pomocy
- Coroczna zabawa Sylwestrowa
- Jarmark wielkanocny
- Jarmark Franciszkański
- Jarmark Bożonarodzeniowy 18-23 grudnia

## Galeria

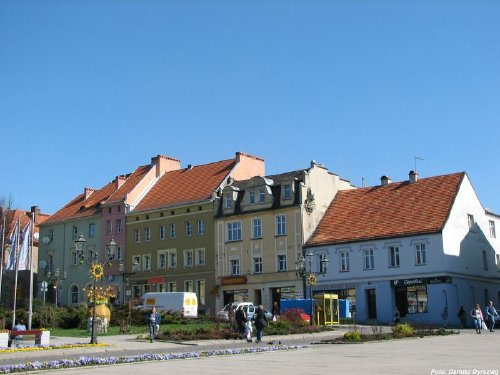
Zabytkowe kamienice na Rynku
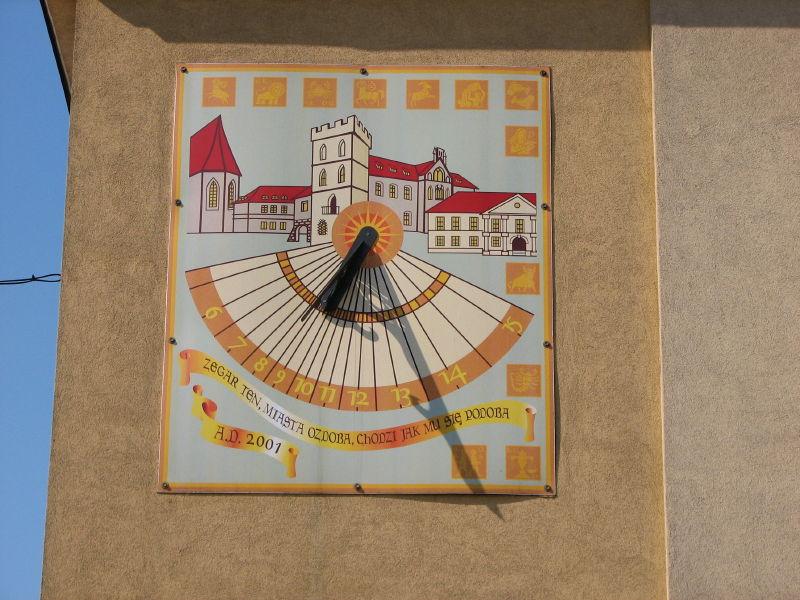
Zegar słoneczny na jednej z kamienic na Rynku
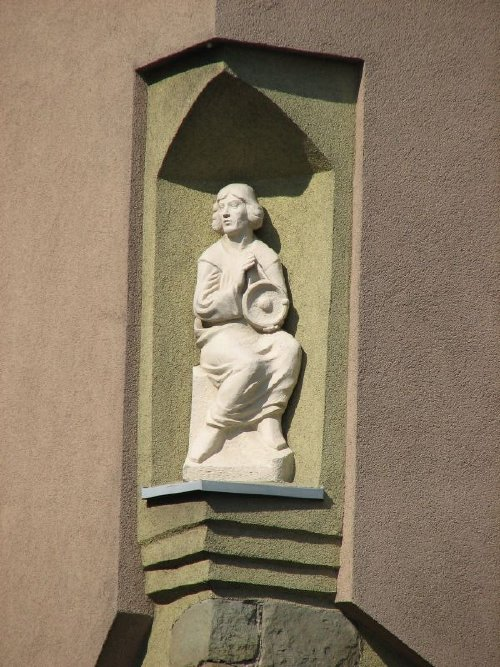
Figura Kopernika w niszy kamienicy na Rynku
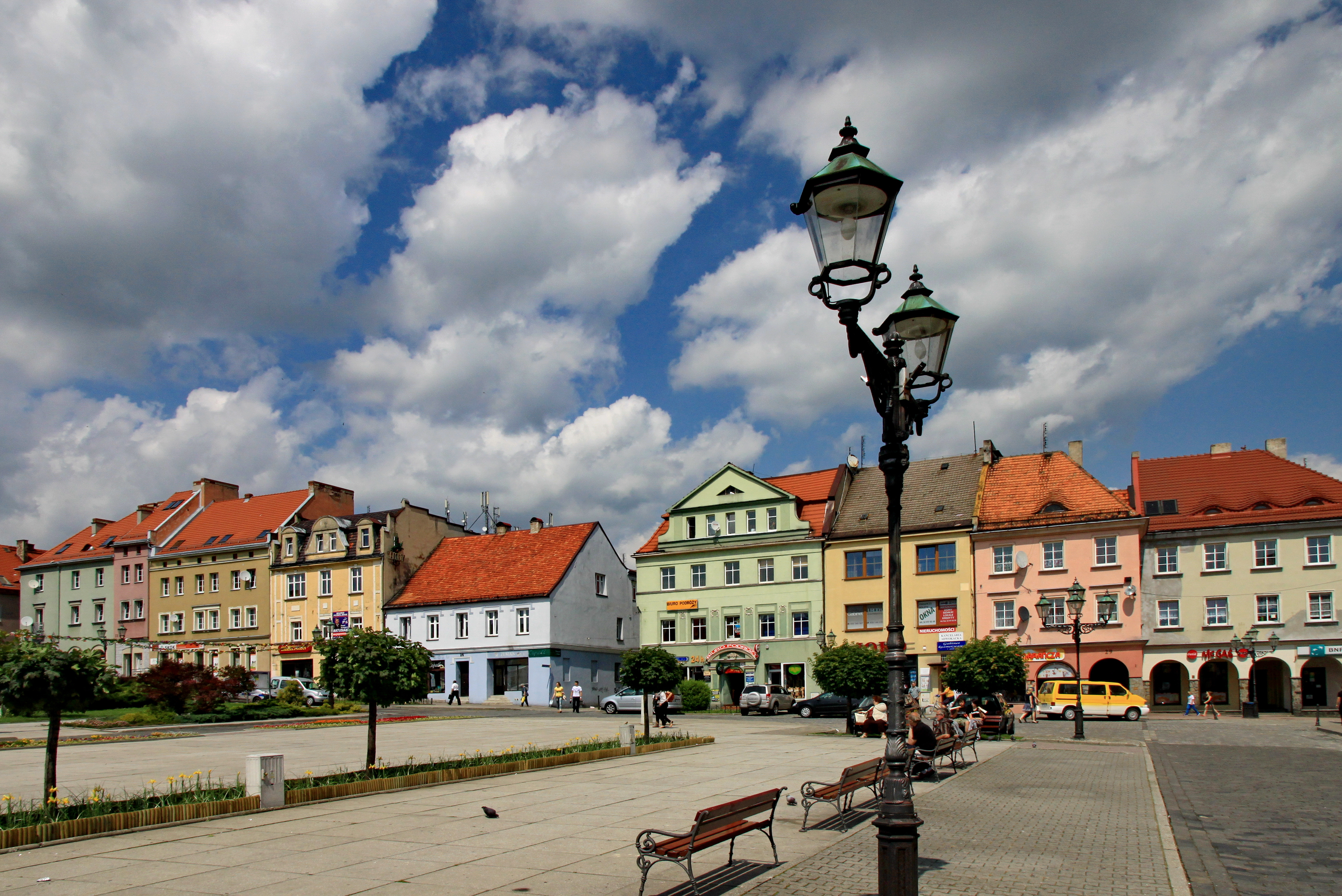
Wschodnia część Rynku

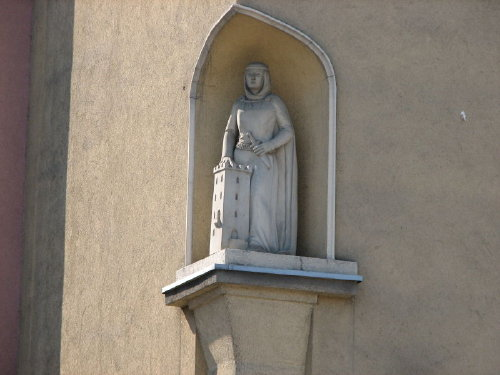
Figura Księżnej Konstancji w niszy kamienicy na Rynku
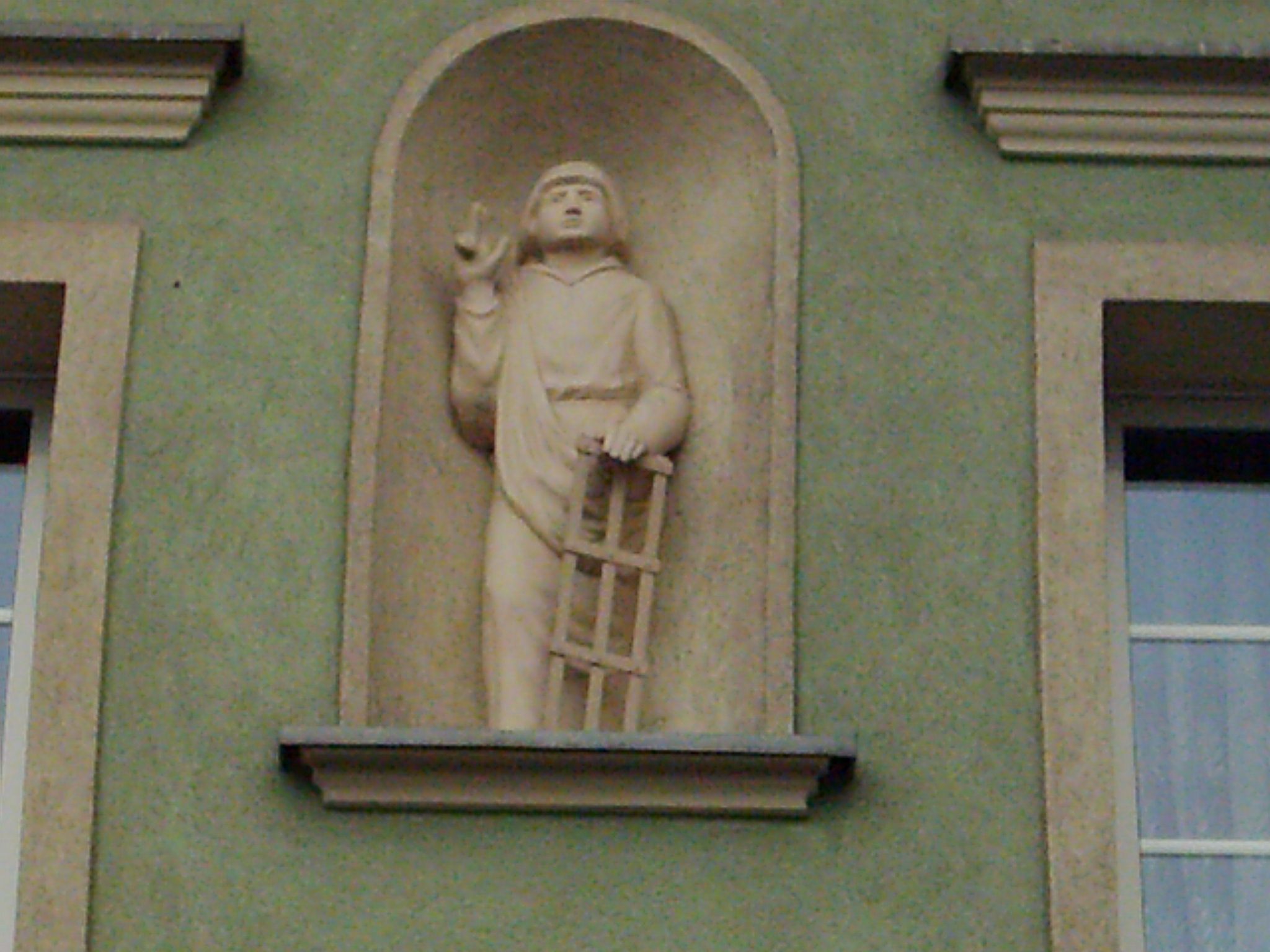
Figura św. Wawrzyńca w niszy kamienicy na wodzisławskim Rynku
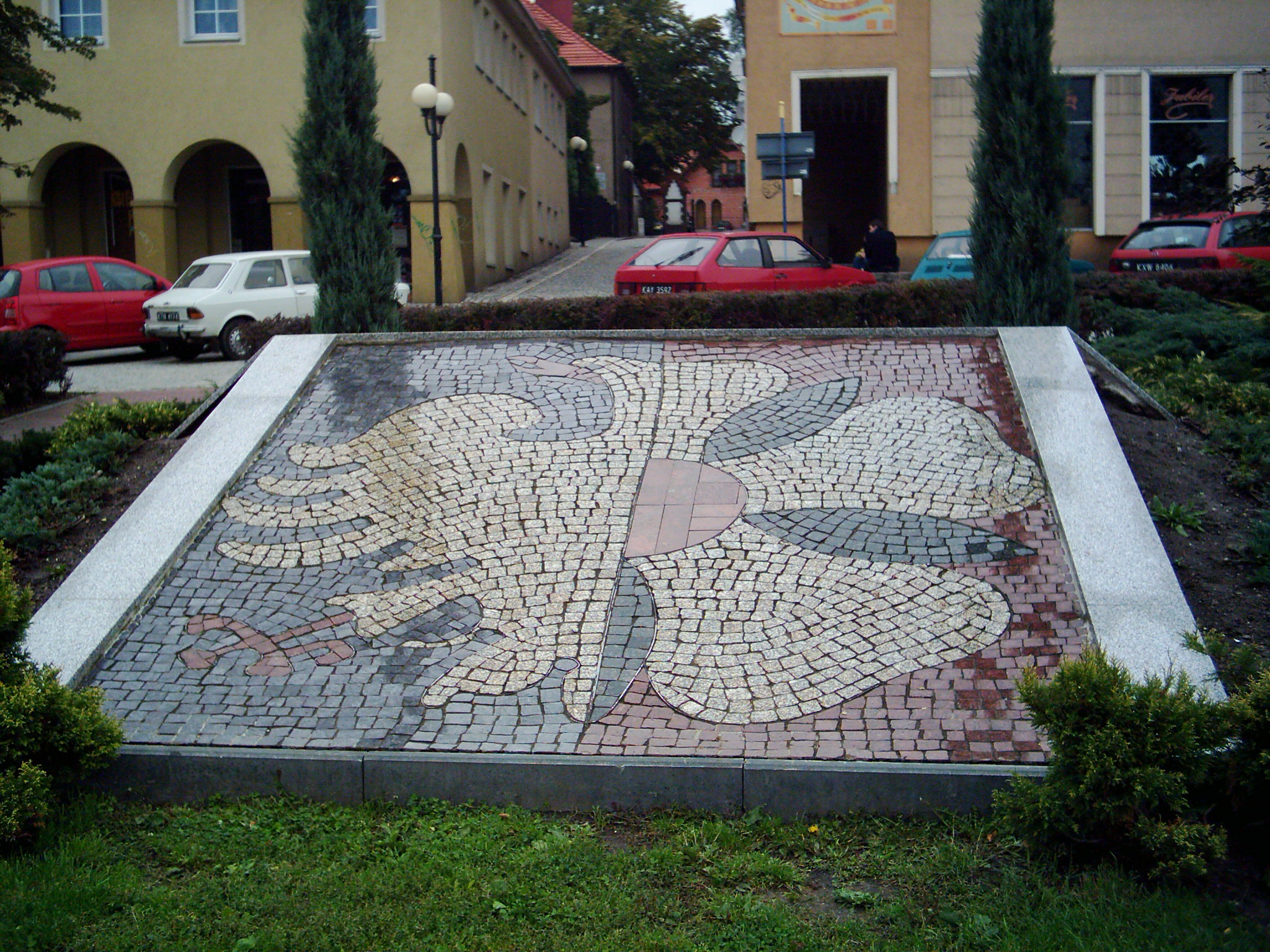
Herb z kostki brukowej na wodzisławskim Rynku
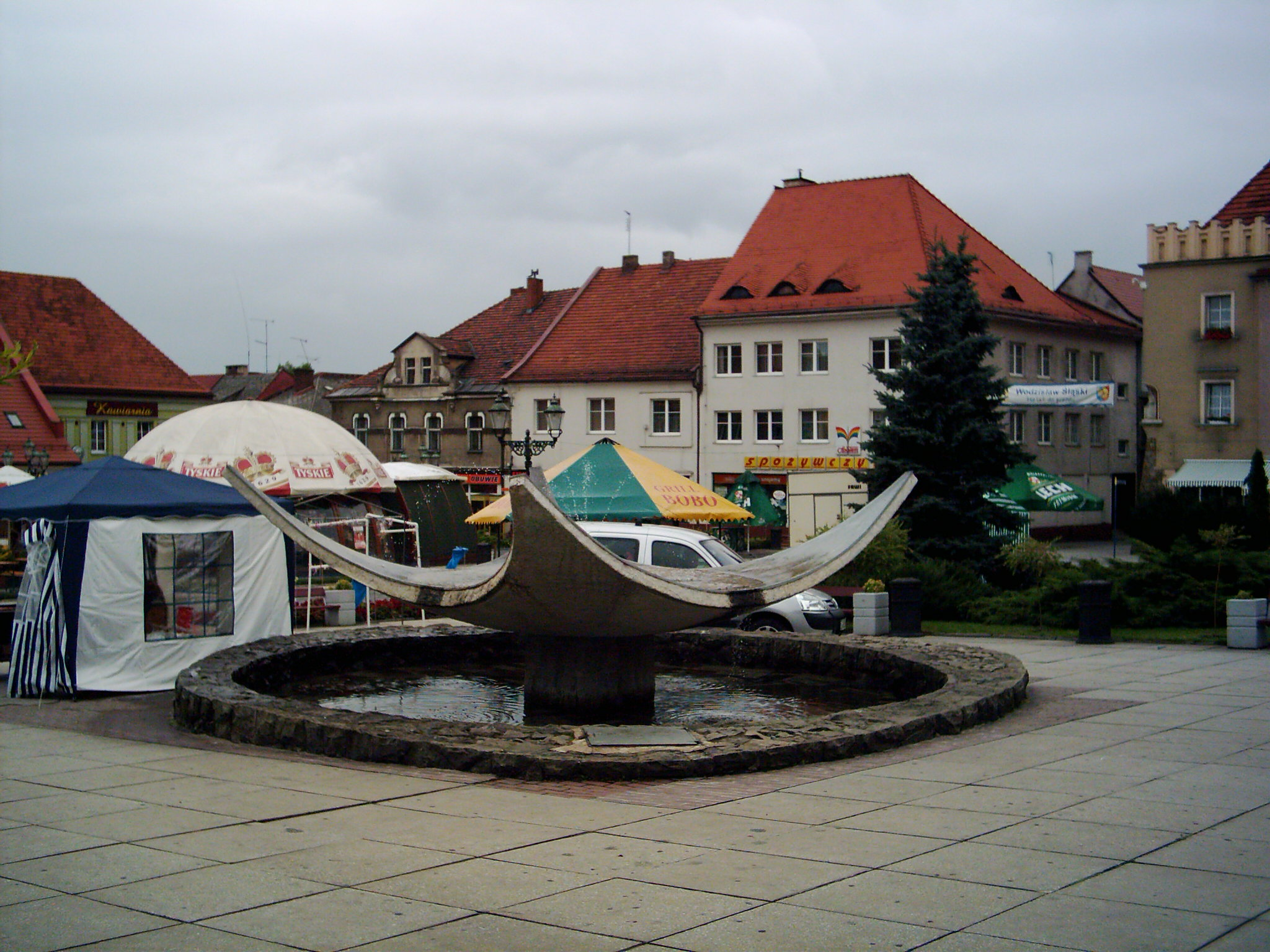
Fontanna na wodzisławskim Rynku

## Stara fotografia

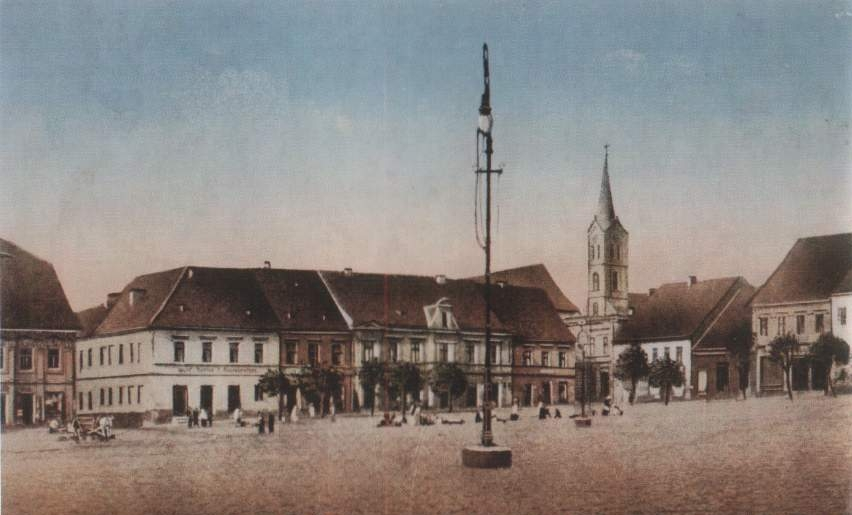
Rynek około 1914 roku